# Ристо Дончев
Ристо Дончев е гръцки партизанин и деец на Славяномакедонския народоосвободителен фронт, Народоосвободителния фронт и в Народоосвободителната война на Македония.

## Биография
Роден е през 1921 година във воденското село Яворани. От тригодишна възраст живее във Воден. От лятото на 1944 година става командир на Воденския македонски батальон. По-късно става член и офицер на Първа бригада, създадена в Битоля. Заедно с бригада се включва в прочистването на силите на балистите в западните части на Вардарска Македония. През май 1945 година става офицер от ЮНА и служи на границата. През 1947 става секретар на Градския комитет на НОФ за Воден, а по-късно командир на отряд в рамките на ДАГ за селата Баница и Сетина.